# Sigmodon
Sigmodon (Say & Ord, 1825) è un genere di roditori della famiglia dei Cricetidi comunemente noti come ratti del cotone.

## Descrizione

### Dimensioni
Al genere Sigmodon appartengono roditori di medie dimensioni, con lunghezza della testa e del corpo tra 125 e 200 mm, la lunghezza della coda tra 75 e 138 mm e un peso fino a 211 g.

### Caratteristiche craniche e dentarie
l cranio è robusto, lungo e stretto, con un rostro corto, le creste sopra-orbitali che si estendono posteriormente e le placche zigomatiche distintamente troncate superiormente. Il palato varia tra le diverse specie con due fori lunghi. Gli incisivi superiori sono lisci oppure attraversati da un profondo solco longitudinale e sono opistodonti, ovvero con le punte rivolte verso l'interno della bocca. I molari hanno le cuspidi appiattite e delle pieghe caratteristicamente sinuose, circondate da spessi strati di smalto.
Sono caratterizzati dalla seguente formula dentaria:

### Aspetto
Il corpo è compatto, la pelliccia è corta ed ispida. Le parti dorsali sono brunastre brizzolate, Le vibrisse sono brevi, le orecchie sono relativamente corte. I piedi sono sottili, le due dita più esterne sono considerevolmente più corte di quelle centrali, le piante sono prive di peli ed hanno sei piccoli cuscinetti carnosi. La coda è più corta della testa e del corpo ed è cosparsa di pochi peli. Le femmine hanno tre paia di mammelle pettorali e due inguinali. È presente la cistifellea.

## Distribuzione
Il genere è diffuso nel Continente americano, dagli Stati Uniti d'America meridionali, attraverso tutta l'America centrale fino al Brasile settentrionale ed al Perù nord-occidentale.

## Tassonomia
Il genere comprende 14 specie:
- Sottogenere Sigmomys Thomas, 1901 - Gli incisivi superiori sono attraversati da un profondo solco longitudinale.
  - Sigmodon alstoni
- Sottogenere Sigmodon - Gli incisivi superiori sono lisci.
  - Gruppo S.hispidus
    - Sigmodon alleni
    - Sigmodon arizonae
    - Sigmodon hirsutus
    - Sigmodon hispidus
    - Sigmodon mascotensis
    - Sigmodon ochrognathus
    - Sigmodon planifrons
    - Sigmodon toltecus
    - Sigmodon zanjonensis

  - Gruppo S.fulviventer
    - Sigmodon fulviventer
    - Sigmodon inopinatus
    - Sigmodon leucotis
    - Sigmodon peruanus